# Rafflesia lagascae
Rafflesia lagascae är en tvåhjärtbladig växtart som beskrevs av Francisco Manuel Blanco. Rafflesia lagascae ingår i släktet Rafflesia, och familjen Rafflesiaceae. Inga underarter finns listade i Catalogue of Life.